# .cn
.cn – domena internetowa przypisana dla stron internetowych z Chin. Została utworzona 28 listopada 1990. Zarządza nią China Internet Network Information Center.